# Зайсанское приставство
Зайсанское приставство (Жайсанское приставство) — административно-территориального единица Семипалатинской области Российской империи в XIX веке на территории нынешней Восточно-Казахстанской области Казахстана. Образовано в 1868 году для управления казахами Куршимского и Буктырминского края, добровольно принявшими Российское подданство. Территория Зайсанского приставства разделялась озером Зайсан на северную и южную части между, которыми первоначально не было сухопутного сообщения. С 1 января 1870 года, в связи с установлением новых границ в пограничной зоне Зайсанского приставства, была создана возможность сухопутного сообщения между его частями. В состав Зайсанского приставства входили 2 станицы, 4 посёлка, 14 волостей, 104 аула, 20974 кибитки. Центральное управление — Жайсанский пост — находилось в городе Зайсан. Численность населения на 1891 год составляла 109 489 человек, в том числе казахов 104 811, казаков 1478. Главным занятием жителей Зайсанского приставства было земледелие и скотоводство.